# اوستیانکا (شهرستان بورلینسکی، سرزمین آلتای)
اوستیانکا (به لاتین: Ustyanka) یک منطقهٔ مسکونی در روسیه است که در سرزمین آلتای واقع شده‌است.